# Autoroute A7 (Roumanie)
Pour les articles homonymes, voir Autoroute A7.
L'autoroute A7 (en roumain : Autostrada A7) est une autoroute en projet reliant Ploiești à la frontière ukrainienne près de Siret, un tronçon autoroutier contournant l'est de la ville de Bacău est ouvert.